# Хаф-Уэй-Три
Хаф-Уэй-Три (англ. Half Way Tree) — пригород Кингстона, административный центр округа Сент-Андру, Ямайка.
Хаф-Уэй-Три обслуживается почтовым отделением Kingston 10.